# Круя (округ)
Круя (алб. Rrethi i Krujës) — один з 36 округів Албанії, розташований на заході країни.
Округ займає територію 372 км² і відноситься до області Дуррес. Адміністративний центр — місто Круя.

## Географічне положення
Округ Круя розташований на рівнинній території річки Ішмі північніше міста Тирана і Лежи на сході горах Ськандербега, які досягають у висоту більше 1400 м. На північному заході межа округу проходить в декількох кілометрах від узбережжя Адріатичного моря. На заході рівнинна частина обмежена грядою пагорбів.
Місто Фуша-Круя стало новим неофіційним центром округу. Офіційний адміністративний центр, місто Круя, розташований на схилах гір високо над рівниною і має погане транспортне сполучення. У Фуша-Круї дороги з Тирани і Дурреса об'єднуються в одну, провідну в Північну Албанію. Другорядна дорога йде в Крую.
На північний схід від Круї знаходиться національний парк «Qafa Shtama». На 2000 га розташовані кілька невеликих озер і джерел. У селі Bilaj на захід від Фуша-Круя на алювіальних відкладеннях річки Ішмі б'є гаряче термальне джерело з сірчистою мінеральною водою, яка містить також кальцій, соду, залізо і магній і що досягає температури 55 ° C. Тут же є невеликий медичний центр для відвідувачів.

## Економіка і промисловість
Завдяки близькості до столиці Албанії Тирани (32 км) і сприятливому географічному розташуванню в центрі країни, в окрузі є різні галузі промисловості. Перш за все, це виробництво меблів, яка продається тут всюди.
В окрузі кілька промислових підприємств (цементна фабрика та інші), побудованих ще при соціалізмі. Ведеться виробництво будівельних матеріалів.

## Туризм
Місто Круя відноситься до найважливіших туристичних центрам Албанії. Фортеця Круя була фамільним маєтком національного героя Скандербега, тут він вів бої з військами Мехмеда II. Старий ринок і фортеця з її музеями (Національний музей Албанії, етнографічний музей) є улюбленим місцем проведення туристичних екскурсій з Тирани. Недалеко від Круї, на височині, розташована і древня іллірійська фортеця Zgërdhesh.

## Транспорт
На південному заході округу розташований єдиний міжнародний аеропорт Албанії — Міжнародний аеропорт Тирани імені матері Терези (Tirana International Airport Nënë Tereza).
Округ пов'язаний автомобільними дорогами з містами Лежа, Шкодер, Тирана, Вора і Дуррес. Ці дороги є частиною споруджуваного чотирьохполосного автобану з Центральної Албанії в Косово
Хоча по округу проходить залізниця, проте вона не пов'язує між собою найважливіші міста. Під'їзні шляхи ведуть до індустріальних підприємствам міста Фуша-Круя.
З Фуша-Круї до Тирани ходять міжміські автобуси.

## Адміністративний поділ
Округ Круя складається з двох міст: Круя і Фуша-Круя і 5 комун: Bubq, Cudhi, Kodër, Thumana, Nikël.